# Mallory Grace
Mallory Grace est un personnage de fiction de la saga Les Chroniques de Spiderwick. Elle est de sexe féminin et a 13 ans lors de son apparition dans les livres. Elle a deux frères, Simon et Jared, et vit avec sa mère, séparée de son père. Dans le film, elle est interprétée par Sarah Bolger.